# Библиотека имени Льюиса и Уолпола
Библиотека имени Льюиса и Уолпола (англ.  Lewis Walpole Library) — одна из библиотек Йельского университета, расположенная за приделами кампуса университета в 70 км на север от Нью-Хейвена в городе Фармингтон (штат Коннектикут). Библиотека расположена в нескольких зданиях XVIII века на территории в 5,6 гектаров.
Библиотека является богатейшим собранием британских гравюр, рукописей, редких книг, произведений живописи и декоративно-прикладного искусства XVIII века, собранные супругами Уилмартом Шелдоном Льюисом (1895—1979) и Анной Бурр Льюис (1902—1959).
Ядром коллекции являются материалы относящиеся к Хорасу Уолполу (1717—1797), 4-му графу Орфорда, английскому писателю, основателю готического романа.